# 委內瑞拉玻利瓦爾
委內瑞拉主權玻利瓦爾（西班牙語：bolívares soberanos；貨幣符號：Bs.S.；ISO 4217代碼：VES）是委內瑞拉自2018年8月20日起開始發行的新貨幣。詞語意義為「主權」，取代了原先的貨幣名稱強勢玻利瓦爾（貨幣符號：Bs.F；ISO 4217代碼：VEF）以及更之前的貨幣名稱玻利瓦爾（貨幣符號：Bs.；ISO 4217代碼：VEB）。由於通貨膨脹的緣故，玻利瓦爾與強勢玻利瓦爾的兌換比率是1,000比1，強勢玻利瓦爾與主權玻利瓦爾的兌換比率是100,000比1（玻利瓦爾與主權玻利瓦爾的兌換比率是100,000,000比1）。
由於委內瑞拉經歷了大幅度的惡性通貨膨脹，導致委內瑞拉中央銀行針對其貨幣進行重整並推出新貨幣主權玻利瓦爾，比率為100,000強勢玻利瓦爾兌換1主權玻利瓦爾。此次貨幣兌換原訂於2018年6月4日開始，但委內瑞拉總統尼古拉斯·马杜罗決定推遲兌換日期至2018年8月20日。
自2021年10月1日起，委内瑞拉有两种货币流通。自2018年8月20日开始流通的主權玻利瓦爾和价值1,000,000玻利瓦尔的數字玻利瓦爾（digital bolívar，代码：VED）。

## 历史

### 玻利瓦爾
玻利瓦尔的名字是以拉丁美洲独立英雄西蒙·玻利瓦尔命名。1879年《货币法》通过采用玻利瓦尔。

### 強勢玻利瓦爾
委內瑞拉政府在2007年3月7日宣布，從2008年1月1日起，以1,000玻利瓦爾比1的比率兌換成新的貨幣，並重新命名為「強勢玻利瓦爾」，以便於交易與會計作業。

### 主權玻利瓦爾
2018年3月22日，委內瑞拉總統尼古拉斯·馬杜羅宣布進行新的貨幣重整，起初宣佈原有的強勢玻利瓦爾將會以1,000比1的比率替換為新的玻利瓦爾，以2008年以前原始的玻利瓦爾計算，則為1百萬玻利瓦爾兌1新版玻利瓦爾。此新版貨幣將命名為「主權玻利瓦爾」。其硬幣面值將只有50分與1主權玻利瓦爾，紙幣面值將有2、5、10、20、50、100、200與500主權玻利瓦爾。兌換日期則訂為2018年6月4日。
原本此次貨幣改制將於2018年6月4日生效，但委內瑞拉總統決定延遲生效時程，據亞里斯泰迪斯·馬薩（Aristides Maza）轉述，「進行貨幣轉換所需的時間不足。」然而6月的年通貨膨脹率已經飆升至46,000%，馬杜羅宣佈推遲兌換日期至2018年8月20日。並且，主權玻利瓦爾與強勢玻利瓦爾兌換比率定為1:100,000。
2020年通膨率達到2959.8%，委內瑞拉計畫發行三種面值鈔票，20萬、50萬和100萬玻利瓦爾，將於2021年3月8日起開始流通。但根據官方匯率，1美元等於189萬玻利瓦爾，而最大面值的紙幣將僅約50美分。

### 数字玻利瓦尔
2021年10月1日，委内瑞拉启用了新的数字玻利瓦尔（Bs.D）,币值为1,000,000主权玻利瓦尔兑换1数字玻利瓦尔，同时发行币值为5, 10, 20, 50, 100 Bs.D.的纸币以及币值为0.25, 0.50, 1 Bs.D.的硬币。

## 流通中的貨幣

### 硬幣

#### 主權玻利瓦尔 (Bs. S)
- 2018年
  - 50 分
  - 1 玻利瓦尔

#### 強勢玻利瓦尔 (Bs. F)

2008年系列流通硬幣（已停用）

- 2016年
  - 10 玻利瓦尔
  - 50 玻利瓦尔
  - 100 玻利瓦尔
- 2008年
  - 1 分
  - 5 分
  - 10 分
  - 12½ 分
  - 25 分
  - 50 分
  - 1 玻利瓦尔

#### 玻利瓦尔 (Bs.)
- 2000年
  - 10 玻利瓦尔
  - 20 玻利瓦尔
  - 50 玻利瓦尔
  - 100 玻利瓦尔
  - 500 玻利瓦尔
  - 1000 玻利瓦尔

### 紙幣

#### 主權玻利瓦尔
- 2018年
  - 2 玻利瓦尔
  - 5 玻利瓦尔
  - 10 玻利瓦尔
  - 20 玻利瓦尔
  - 50 玻利瓦尔
  - 100 玻利瓦尔
  - 200 玻利瓦尔
  - 500 玻利瓦尔
- 2019年
  - 10,000 玻利瓦尔
  - 20,000 玻利瓦尔
  - 50,000 玻利瓦尔
- 2021年（3月8日起流通）
  - 200,000 玻利瓦尔
  - 500,000 玻利瓦尔
  - 1,000,000 玻利瓦尔

#### 強勢玻利瓦尔

2007–2015年系列強勢玻利瓦尔六款鈔票。

- 2008年
  - 2 玻利瓦尔
  - 5 玻利瓦尔
  - 10 玻利瓦尔
  - 20 玻利瓦尔
  - 50 玻利瓦尔
  - 100 玻利瓦尔
- 2016-17年
  - 500 玻利瓦尔
  - 1000 玻利瓦尔
  - 2000 玻利瓦尔
  - 5000 玻利瓦尔
  - 10,000 玻利瓦尔
  - 20,000 玻利瓦尔
  - 100,000 玻利瓦尔

#### 玻利瓦尔

委內瑞拉在1998年發行的紙幣系列。

- 1998年
  - 1000 玻利瓦尔
  - 2000 玻利瓦尔
  - 5000 玻利瓦尔
  - 10,000 玻利瓦尔
  - 20,000 玻利瓦尔
  - 50,000 玻利瓦尔

## 外部連結
- 唐的世界硬币画廊：Venezuela
- 罗恩·怀斯的世界纸币：Venezuela 镜像网站
- 环球货币历史：Venezuela
- 《环球金融资料》系列：Venezuela Bolivar
- 《环球金融资料》货币历史表格（ 微软试算表格式）